# 1431 w polityce
Wydarzenia polityczne w 1431 roku.

## Wydarzenia
- 3 marca – Gabriele Condulmaro zostaje papieżem.
- 30 maja – Joanna d’Arc zostaje spalona na stosie.
- 14 sierpnia – Bitwa pod Domažlicami. Prokop Wielki pokonuje wojska cesarskie.
- 16 grudnia – król Anglii Henryk VI Lancaster zostaje koronowany na króla Francji.

## Urodzili się
- 1 stycznia – Rodrigo Borgia, późniejszy papież Aleksander VI.

## Zmarli
- 1 kwietnia – Noniusz Álvares Pereira, portugalski rycerz, dowódca i zakonnik.